# セイン (護衛空母)
| HMSThane |                                              |
| 艦歴     |                                              |
| 発注     | 1942年8月23日                                |
| 起工     | 1943年2月23日                                |
| 進水     | 1943年7月15日                                |
| 就役     | 1943年11月19日                               |
| 退役     | 1945年10月                                   |
| 除籍     |                                              |
| その後   | スクラップとして売却                         |
| 性能諸元 |                                              |
| 排水量   | 7,800トン                                    |
| 全長     | 495' 8" (151.1 m)                            |
| 全幅     | 69' 6" (21.2 m)                              |
| 吃水     | 26' (7.9 m)                                  |
| 機関     |                                              |
| 最大速   | 17.5 ノット                                  |
| 航続距離 |                                              |
| 乗員     | 士官、兵員890名                              |
| 兵装     | 5インチ砲2門、連装40mm機銃51基、20mm機銃10基 |
| 搭載機   | 28                                           |

サンセット (USS Sunset, AVG/ACV/CVE-48) は、アメリカ海軍の護衛空母。ボーグ級航空母艦の1隻。

## 艦歴
サンセットは1942年8月23日に船体番号259として建造発注され、海事委任契約の下ワシントン州タコマのシアトル・タコマ造船所で1943年2月23日に起工する。1943年7月15日にC・E・テイラー夫人によって進水し、同日 CVE-48（護衛空母）に艦種変更される。1943年11月19日にレンドリース法に基づきイギリス海軍へ引き渡され、同日セイン (HMS Thane, D48) として就役した。
セインは航空機輸送任務に従事した。1945年1月15日、アイリッシュ海で U-1172 の雷撃を受ける。スコットランドのゲアロックに曳航され損傷を診断されたが全損と判定され、退役が決定した。5月12日にイギリス国内でアメリカ海軍に返還される。アメリカ海軍も運用不可能と判断し、10月に廃棄を決定し、スクラップとして処分された。